# حلف نصرة الإسلام
'حلف نصرة الإسلام هو تشكيل عسكري سني تشكل في 29 أبريل 2018 ويتكون من تنظيمي «حراس الدين» و«أنصار التوحيد» جند الأقصى سابقاً جاء في البيان الأولي للحلف «نعلن عن (حلف نصرة الإسلام) لإقامة دين الله تعالى ودفع العدو الصائل».

## علاقته مع الاطراف السورية المقاتلة
التزم المكونان "تنظيم حراس الدين" وأنصار التوحيد" خلال الفترة الماضية من الاقتتال الدامي بين هيئة تحرير الشام وجبهة تحرير سوريا في ريفي حلب وإدلب الحياد، دون التبعية أو المشاركة في أي معارك، ليأتي اليوم إعلانهما التوحد وتشكيل كيان يضم الطرفين في خطوة للتكتل وتوحيد القوى في المنطقة. والتزم أمير تنظيم حراس الدين أبو همام الشامي بعدم قبوله أي بيعة من أيّ مجموعة تقاتل تحت راية الجولاني في معاركه المستمرّة ضدّ جبهة تحرير سوريا واقتصرت «البيعات» التي حصّلها «حرّاس الدين» على مجموعات صغيرة كانت في الأصل قد جمّدت نشاطها العسكري، مثل «كتيبة البتّار»، و «سرية غرباء»، و «سرايا كابل».